# Wertha Brouwerij
De Wertha Brouwerij was een brouwerij in de Nederlandse stad Weert in de provincie Limburg.
De brouwerij werd in 1909 opgericht door Jos Mathijsen en brouwde ondergistend bier, onder meer pils, stout en oud bruin. In 1934 fuseerde Wertha met Oranjeboom in Rotterdam. In 1960 verdween Wertha als zelfstandig biermerk en ging de brouwerij het merk Oranjeboom brouwen. In 1969 werd Wertha gesloten; de gebouwen werden, op een toren na, enkele jaren later gesloopt. De naam Wertha werd door Oranjeboom, dat uiteindelijk helemaal in Breda werd geconcentreerd, nog lange tijd gebruikt; onder meer bij de B-merken Jaeger, Dobbs en Heraut, alle etiketbieren van Skol, vermeldde het etiket ten onrechte dat de bieren gebrouwen werden door de Werthabrouwerij in Breda.
De 1e brouwmeester van de N.V.Wertha brouwerij was Dhr. Heinrich Kahlert 
vader van de in Weert bekende kastelein Jos (Joep) Kahlert van Café de Wacht.
Dhr. Kahlert is in 1910 vanuit Duitsland naar de Wertha brouwerij gekomen
en heeft daar als 1e brouwmeester gewerkt tot 1932.
Jos Mathijsen heeft in 1909 in Duitsland nieuwe brouwmethoden geleerd van Dhr. Kahlert.
Later in 1910 heeft Jos Mathijsen Dhr. Kahlert overgehaald om naar de Wertha Brouwerij in Weert te komen werken als 1e brouwmeester.